# Lisa Seebacher
Lisa Seebacher (18 febbraio 2005) è una sciatrice alpina tedesca.

## Biografia
Specialista delle prove veloci attiva dall'ottobre del 2021, Lisa Seebacher ha esordito in Coppa Europa il 12 dicembre 2023 a Sankt Moritz in supergigante, senza completare la prova; non ha debuttato in Coppa del Mondo e non ha preso parte a rassegne olimpiche o iridate.

## Palmarès

### Campionati tedeschi
- 1 medaglia:
  - 1 bronzo (discesa libera nel 2025)